# Thomas Wilhelmsson
Thomas Knut Johannes Wilhelmsson, född 6 september 1949, är en finlandssvensk professor i civil- och handelsrätt. Han blev vald till Helsingfors universitets rektor den 27 maj 2008 och inledde sin ämbetsperiod den 1 augusti 2008. Mellan åren 1998 och 2008 fungerade Wilhelmsson som universitetets prorektor med ansvar för svenska- och internationella ärenden. Fr.o.m. 2013 är han Helsingfors universitets kansler. Han promoverades till juris hedersdoktor vid Uppsala universitet 1997 och till hedersdoktor vid Tartu universitet 2002.